# Baza 80
Baza 80 je bila tajna partizanska vojaška postojanka, v bližini kočevarskega zaselka Rampoha. Namenjena je bila za delovanje institucij, ustanovljenih na zasedanju Slovenskega narodnoosvobodilnega sveta v Črnomlju februarja 1944. Takrat so z delovanjem začeli znanstveni instituti, denarni zavod, verska komisija, komisija za ugotavljanje zločinov okupatorja in njegovih sodelavcev, komisija za upravo razlaščene imovine, komisija za zaščito gozdov ter odseki za izgradnjo ljudske oblasti, notranje zadeve, prosveto, gospodarstvo, finance, obnovo, zdravstvo, socialno skrbstvo, prehrano, gozdarstvo, promet in sodstvo.
V Bazi 80 je 1. junija 1943 Vlado Kozak izdal prvo številko časopisa Kmečki glas, 9. septembra 1944 pa so na sestanku v tej bazi obravnavali elaborat Meje slovenskega ozemlja, direktorja Znanstvenega inštituta pri IO OF dr. Frana Zwittra. Tega so nato posredovali v več jezikih vodstvu NOB za Jugoslavijo, še danes pa sodi med najresnejše in znanstveno najbolj utemeljene priprave na čas po drugi svetovni vojni. 